# Argonemertes
Argonemertes is een geslacht van snoerwormen uit de familie Acteonemertidae.

## Soorten
- Argonemertes australiensis (Dendy, 1892)
- Argonemertes dendyi (Dakin, 1915)
- Argonemertes hillii (Hett, 1924)
- Argonemertes stocki (Moore, 1975)